# Phare de Little Samphire
Le phare de Little Samphire est un phare situé sur un îlot en Baie de Tralee dans le Comté de Kerry (Irlande). Il marque l'entrée de la baie et l'accès au port de Fenit.
Il est géré par les Commissioners of Irish Lights.

## Histoire
La station a été construite en 1854 sur la petite île de Little Samphire Island à l'entrée e la baie de Tralee, à environ 5 km du port de Fenit. C'est une tour ronde en pierre de 12 m de haut, avec une lanterne et une galerie peintes en blanc, attenante à une maison de gardien de deux étages. Elle est protégée des actions des vagues par un mur d'enceinte.
Le phare émet un flash blanc toutes les cinq secondes pour marquer l'entrée de la baie, rouge et vert selon différentes directions. Automatisée dès 1954, la station a été seulement électrifiée en 1976
Le site et le phare sont fermés au visite, sauf durant les mois d'été où du personnel de la météorologie est présent.